# Carsten Wind
Carsten Wind (født 1950) er en dansk guitarist.
Uddannet på Det Kongelige Danske Musikkonservatorium med Andy Sundstrøm og Ingolf Olsen som lærere.
Har efterfølgende suppleret sin uddannelse med en lang række kurser med danske og udenlandske undervisere. F.eks. Holger Laumann, Jamey Arbersold, Steve Erquiaga, Jerry Coker og Ole Kock Hansen.
Har spillet musik til teater og musicals, og med mange fremtrædende danske musikere og sangere, bl.a. Marianne Knorr, Hugo Rasmussen, Morten Kærså, Jacob Andersen, Hans Dal og Thomas Ovesen.
Carsten Wind har spillet i bands og med musikere inden for mange genrer af den rytmiske musik. F.eks. The Swinging Bandits,The Four Beats, Highway, Big Daddy's Band, Corona, Ritmo Caliente, Wondercovers, Rene Evald, Knud Brix, Birgit Poulsen, Benny Rosenfeldt, Peter Bjørn Rasmussen og Henrik Bjørn Rasmussen, Michael Puggaard-Müller o.m.a.

## Diskografi i uddrag
- Marianne Knorr - Valumuer og Jernbeton (1978)
- Marianne Knorr - Så Længe Fuglene Flyver (1980)
- Corona - Corona (1984)
- Karnevals Pladen (1984)